# Waterloo Bridge
Waterloo Bridge – most znajdujący się pomiędzy mostami Blackfriars Bridge a Hungerford Bridge nad rzeką Tamizą w Londynie. Most ten jest mostem drogowo-pieszym. Jego nazwa upamiętnia zwycięstwo w bitwie pod Waterloo w 1815 roku. Autorem pierwszego mostu był szkocki inżynier John Rennie, zaś most został otwarty w 1817 roku.
W dwudziestoleciu międzywojennym most w wyniku coraz większego zużycia całkowicie zburzono, a rada hrabstwa Londyn postanowiła wybudować na jego miejscu nowy most. Projektantem i budowniczym nowego mostu został Giles Gilbert Scott. Nowy most częściowo oddano do użytku w 1942 roku, a całkowicie ukończony w 1945 roku. Most ten był zarazem jedynym w Londynie, który został uszkodzony w wyniku bombardowań podczas drugiej wojny światowej.

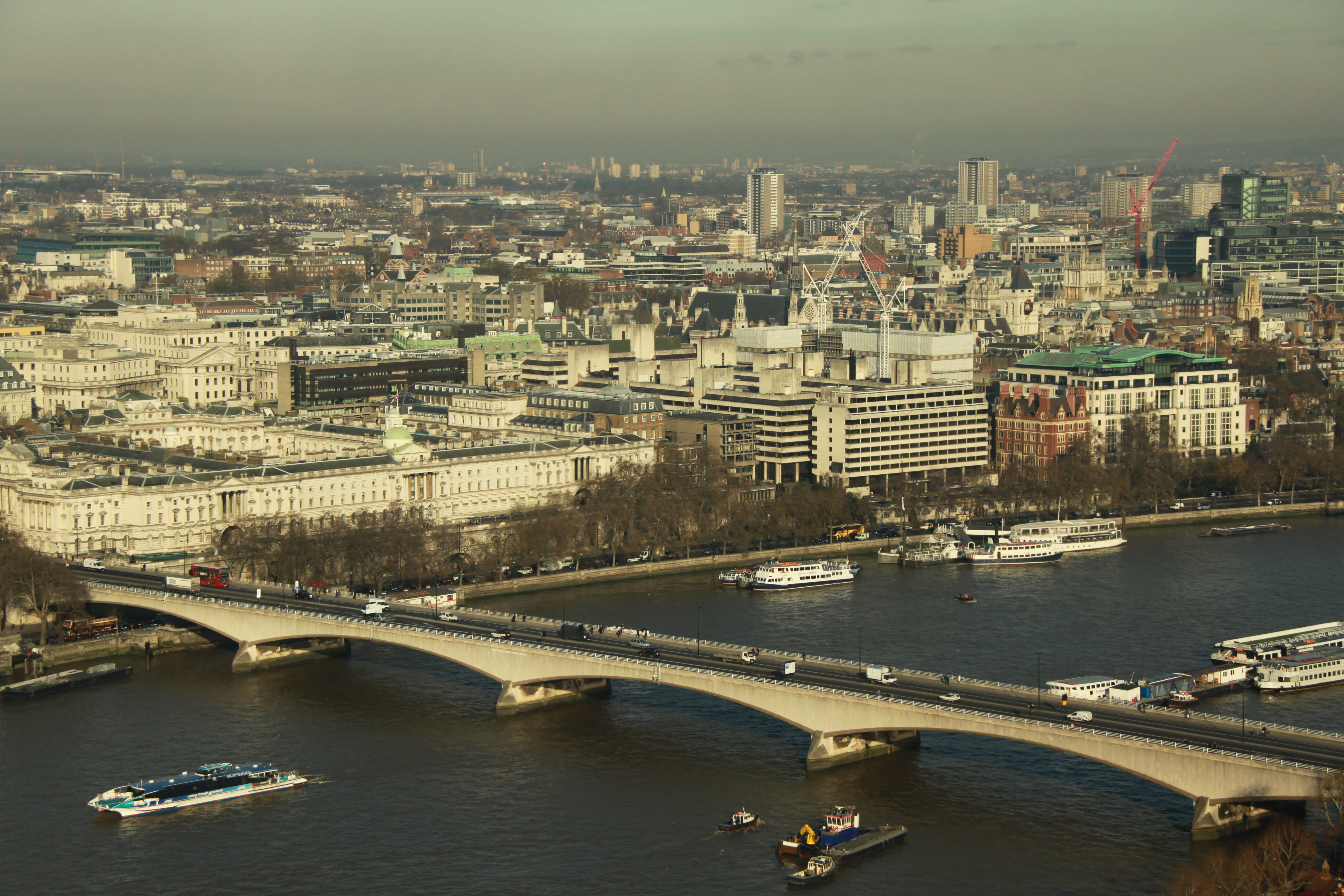
Waterloo Bridge widziany z London Eye
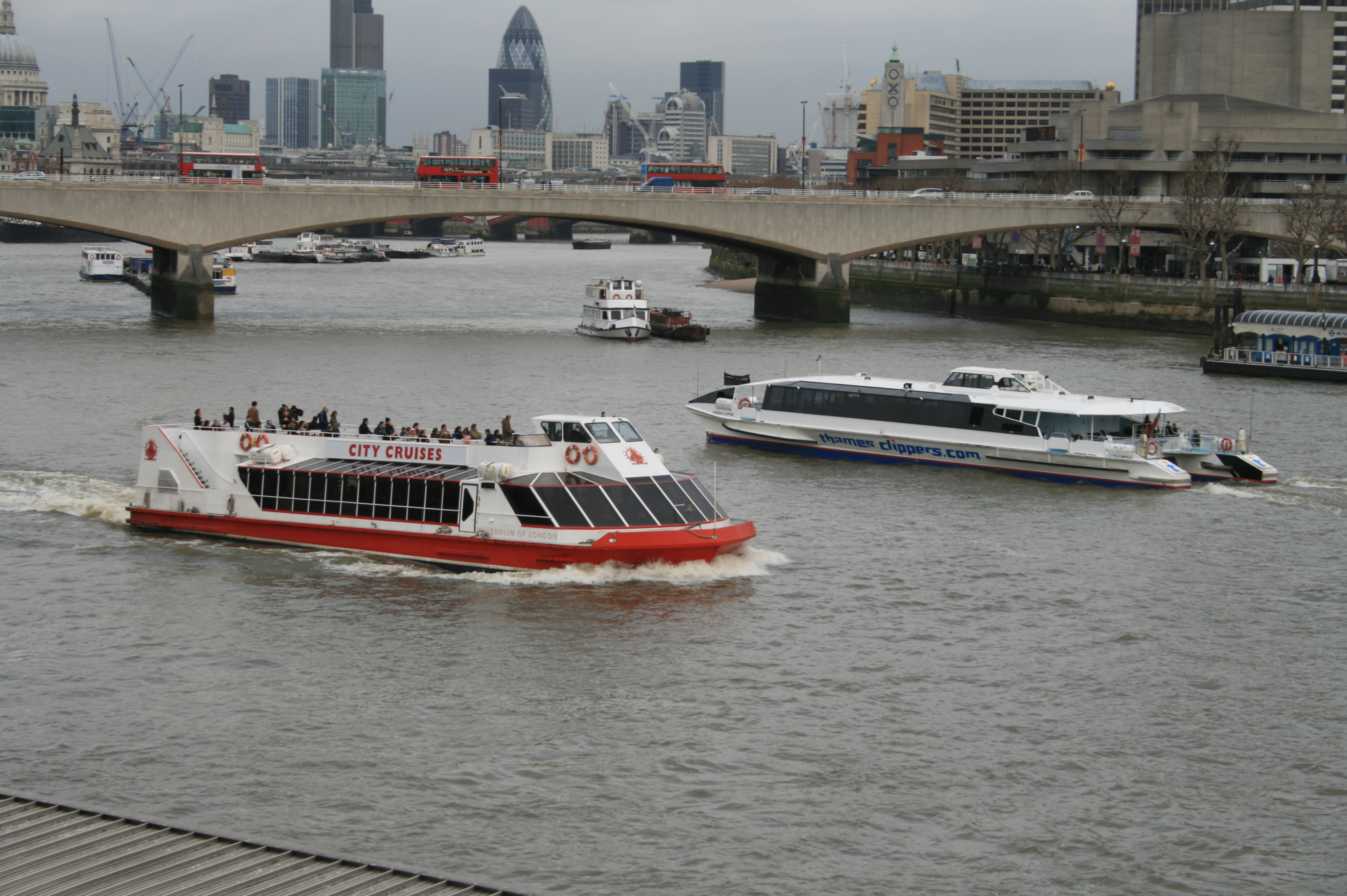
Most i Tamiza
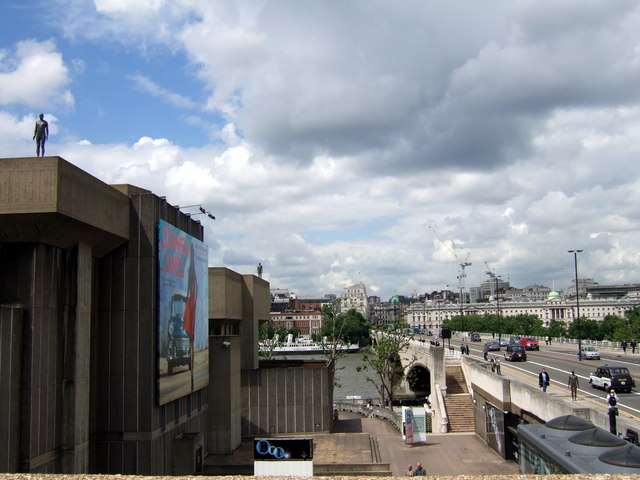
Instalacje Gormleya podczas wystawy